# Créole saintois

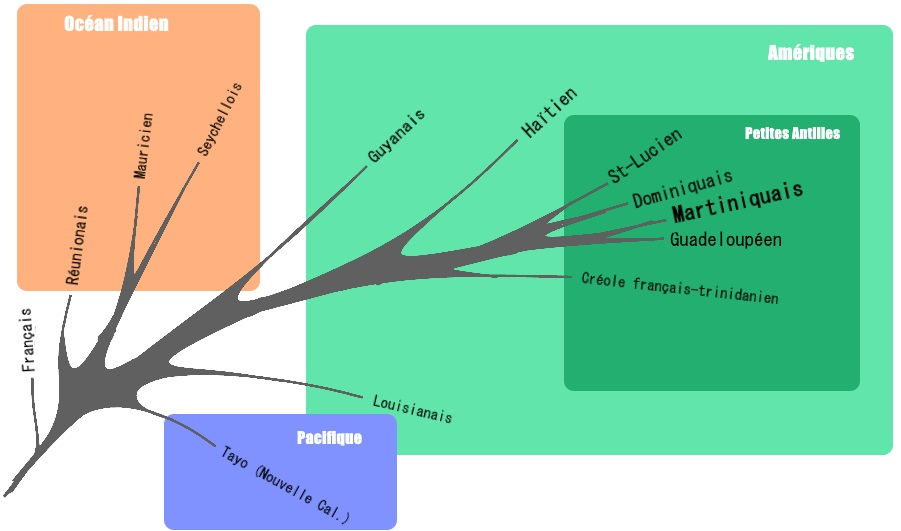
Parenté entre créoles à base lexicale française

Le créole saintois est une langue créole à base lexicale française parlée aux îles des Saintes. Il était jusqu'aux années 1970, l'un des derniers témoins du créole antillais primitif parlé dans les îles voisines colonisées par les Français : la Martinique, La Dominique, la Guadeloupe, Saint-Christophe et Sainte-Lucie.
L'histoire de peuplement de ce petit archipel des Antilles par des colons bretons, normands, poitevins provenant pour beaucoup de  Saint-Christophe, puis l'arrivée des protestants de métropole et de Pays-Bas a permis la pérennité de ce pidgin ancestral formé autour du français populaire des Amériques du XVIe siècle.
La dureté des conditions de vie et l'isolement de l'archipel a figé la base « maritime » de ce créole. Il ne faut pas oublier que l'aristocratie maritime française et anglaise du XVIIIe siècle parlait essentiellement une forme de français spécialisé (langue commerciale de l'époque) et un mélange hispano-lusitanien qui a donné naissance au criollo pour les Espagnols devenus créoles aux îles françaises.
Ce patois saintois est donc une variété archaïque du créole de la marine commerciale, en usage à Saint-Christophe et en Martinique au cours des XVIe siècle et XVIIe siècle, appelé autrefois Baragouin.
L'introduction de façon intensive de la traite des esclaves dans les Antilles a fait évoluer les autres créoles vers un langage plus métissé et plus orienté vers la communication du travail de la terre. Chaque parler est devenu un créole spécifique au terroir et non plus à la diversité des échanges maritimes. 
Cependant, tous ces créoles ont la même formation et la même origine, seul change la prononciation et le vocabulaire enrichi ou conservé selon l'île. 
Cette source, explique aussi qu'il soit resté proche des créoles des quartiers du vent de Saint-Barthélemy, martiniquais, et guadeloupéen, ainsi que des formes de créoles parlées dans les îles anciennement francophones de la Dominique et de Sainte-Lucie.
Voilà  pourquoi on retrouve dans le parler saintois, une abondance de termes empruntés à la marine du XVIIIe siècle (Noroit pour nord-ouest, nordet pour nord-est et surèt pour sud-est, suroit pour sud-ouest, cannote pour un petit bateau, espéré pour attendre, nagé pour ramer, à dieu vat pour "paré" à virer de bord (à la grâce de dieu), cier pour nager à contre sens, etc.),,,
Même s'ils sont d'usage encore dans ces îles, tous ces vocabulaires et expressions disparus des autres créoles, sont progressivement amenés à disparaitre du fait de l'ouverture régionale et de la mondialisation, et dans une autre envergure par la fin du corporatisme marin.
Cependant, il demeure très actuel et quasi-intacte, malgré la taille exigüe de l'archipel saintois. Eu égard à la proximité de ses îles, on observe deux variantes de ce créole. Aucun enseignement pédagogique n'est pratiqué, il se transmet très activement de manière vernaculaire.

## Prononciation
Les r: 
Comme en Martinique, il existe trois formes de prononciation :
- Ils se prononcent w quand ils se trouvent le plus souvent après une consonne. Ex. : gros = gwo [gwo] ; trop = twòp [twɔp] (à noter que le "p" de trop a survécu en créole alors qu'il est devenu muet en français moderne) .
- Ils se prononcent r pour les mots de source française commençant par la lettre "r" ou lorsqu'ils sont la composition des préfixes français. Ex. : rue = ru [ʁy] ; prévenir = prévyen'n [pʁevjɛ̃n]
- Ils sont élidés quand ils se trouvent devant une consonne ou en fin de mot. Ex. : sourd = soud (à noter que le "d" de sourd a survécu en créole alors qu'il est devenu muet en français moderne);

voleur = vòleu [vɔlœ]
Les u et eu de gageure se prononcent u, comme en français de métropole. Le r ne se prononce pas, ex. : peinture = pentu [pɛ̃ty] ; vwatu [vwaty] = voiture ; konfitu [kɔ̃fity] = confiture. (à noter qu'ils sont inexistants et deviennent i dans les autres créoles. 
Les eur(e) gardent la même prononciation française à la différence des autres créoles où ils deviennent è. Ex. : Heure, beurre, fleur restent leu'[lœ], beu[bœ], fleu[flœ] .
Le son o aura le même emploi que dans les mots français sous ses deux formes de prononciation, soit fermé [o], soit ouvert [ɔ]. Ex. : photo sera foto[foto]. Les mots orthographiés avec au sont prononcés avec un o fermé en français alors qu'en créole ils se prononcent avec un o ouvert qu'on transcrit ò. Ex. :faute= fòt[fɔt].
Les terminaisons -embre, -ambre, -endre, -andre, -ample, -ambe, -anne, -ane,  seront invariablement déformées en -ann et -anm, le son an français qu'on nasalise afin de prononcer un nouveau n. Ainsi, Alexandre, comment va ta jambe depuis ta blessure en décembre lorsque tu coupais la canne ? sera Aleksann, koman janm-òw yé dépi ou té bléssé li lè ou té ka koupé kann an désanm'?
Les terminaisons -aindre, -eindre, -indre seront de même -enn. Ex. : peindre = penn
Tu me fais de la peine sera ou ka fan'an la pèn'.
À la différence des autres créoles où ils deviennent on et è, les créoles saintois et saint-barth sont les seuls à avoir conservé la prononciation française d'origine des sons un [œ̃] (Verdun) Ex. : anbwun [ɑ̃bwœ̃]= Embrun, des sons eu [œ] (peur) et eu [ø] (vœux, peu). Ex. : veu[vø] = vœux. Ils deviennent on et è.

## Transcription
Le créole est une langue orale, différentes tentatives d'écrire le créole ont été tentées sans jamais être concluantes, jusqu'à l'écriture codifiée par le GEREC, Groupe d'Études et de Recherches en Espace Créolophone et Francophone.
Les règles sont simples. À chaque son correspond une unique lettre ou combinaisons de voyelles. 
Ainsi français, belle deviennent fransè, bèl.
L'alphabet utilisé est l'alphabet standard avec une lettre supplémentaire, le o ouvert, que l'on prononce comme dans la mode en français. Initialement écrit avec un accent aigu ó, il est plus courant aujourd'hui de le transcrire plutôt par un o accent grave ò, pour des raisons pratiques à cause de la disposition des claviers français usuels utilisés en Guadeloupe, et parce que cela ne prête à aucune confusion (le o accent grave n'existe pas à l'origine en français ou en créole).
Ce tableau ci-dessous ne recense les principales transcription qui diffèrent de leur emploi français standard et des autres créoles.
| Créole | A.P.I  | Prononciation standard                                                                      |
| ------ | ------ | ------------------------------------------------------------------------------------------- |
| g      | g      | toujours dur. Ainsi gorge en français devient gòj en créole.                                |
| i      | i      | ne remplace jamais le u français dans le créole saintois e transcrit le "i" fort.           |
| u      | y      | remplace le e [ə] français dans le créole saintois. Ex. : fenêtre = funèt.                  |
| ò      | ɔ      | remplace le o ouvert français ex mode = mòd.                                                |
| j      | ʒ      | remplace le g mouillé. Ainsi manger en créole devient manjé.                                |
| k      | k      | remplace le c dur, q, k.                                                                    |
| w      | w      | remplace parfois le r et mais aussi le h aspiré français. Ex. :honte = wont ; dehors = dèwó |
| s      | s      | remplace le c cédille ou ss français, jamais prononcé z.                                    |
| r      | ʁ      | est prononcé comme le "r" non roulé français et le h expiré parfois. Ex. :haïr = rayi.      |
| un     | œ̃      | existe comme il est employé en français à la différence des autres créoles.                 |
| an     | ɑ̃      | nasalisé.                                                                                   |
| ann    | ɑ̃n     | an français avec n.                                                                         |
| anm    | ɑ̃m     | an français avec m.                                                                         |
| y      | j      | transcrit les i ou y mouillés ou -ill de la langue française.                               |
| in     | in     | jamais nasalisé comme en français mais transcrit les deux phonèmes i et n.                  |
| en     | ɛ̃      | transcrit les sons in, ein et ain français.                                                 |
| enn    | ɛ̃n     | innasalisé français avec n.                                                                 |
| on     | ɔ̃      | on nasalisé français.                                                                       |
| onm    | ɔ̃m     | on nasalisé français avec m.                                                                |
| onn    | ɔ̃n     | on nasalisé français avec n.                                                                |
| eu     | œ ou ø | prononciation identique au mots français. (beurre, peu, vœux) .                             |
| un     | œ̃      | un nasalisé français.                                                                       |
| unn    | œ̃n     | un nasalisé français avec n.                                                                |
| ch     | ʃ      | comme dans chyen ou chaplé (chapelet).                                                      |

## Grammaire
La grammaire n'est guère différente des autres créoles antillais à quelques exceptions près :

### Pronoms personnels
| Créole  | Français            | API    | Exemple                        |
| ------- | ------------------- | ------ | ------------------------------ |
| an mwen | à moi, ma, mon, mes | [ɑ̃mwɛ̃] | chosu an mwen, mes chaussures. |
| òw      | à toi, tes, ta, ton | [ɔw]   | biten òw, tes affaires         |
| èy      | à lui, ses, sa, son | [εj]   | biten èy, ses affaires.        |
| an nou  | à nous, nos, notre  | [ɑ̃nu]  | poul an nou. notre poule.      |
| a zòt   | à vous, votre, vos, | [azɔt] | biten a zòt, vos affaires.     |
| a yo    | à eux, leur, leurs  | [ajo]  | vwatu a yo, leurs voitures.    |

Remarque : c'est se traduit sé en créole, sauf que lorsqu'il est suivi d'un pronom personnel on accolera un t au pronom qui le suit. ex : c'est à nous = sé tan nou.
Les pronoms personnels compléments et réfléchis sont les mêmes qu'en Guadeloupe et en Dominique.

### Verbes
Les particules et leurs combinaisons sont identiques aux autres créoles.
Comme le japonais, les verbes sont invariables en genres, cas, pluriels, et ne se conjuguent pas. Le temps est marqué par 5 particules, mots que l'on place devant un verbe afin d'indiquer le temps. 
- ka exprime l'action en train de s'accomplir.
- ké exprime le futur
- té et ø expriment l'action accomplie dans le passé. (ø signifie l'absence de particule).
- ja signifiant déjà et sa négation poko, pas encore.

Ces particules associées entre elles forment d'autres temps ou mode.
| Créole            | Signification                                                     | Négation                  | Exemples |
| ----------------- | ----------------------------------------------------------------- | ------------------------- | --- |
| ka                | action en train d'être réalisée                                   | pa ka, pa'a               | Ou ka bwè? Awa. Tu bois? non. "ka" c'est aussi le présent d'une action quotidienne. "An ka travay tout la jounen", "Je travaille toute la journée".                              |
| ké                | action futur                                                      | pé ké, pé'é               | Ou ké èy? Awa, an pé ké èy. Tu iras? Non, je n'irai pas. |
| ø                 | passé                                                             | pa ø                      | Ou manjé? Awa. Tu as mangé ? Non. |
| té                | situe l'action dans le passé                                      | pa té                     | Si ou té di mwen sa, Si tu me l'avais dit. |
| sòti              | action dans un passé proche                                       |                           | Michèl sòti rivé. Michel vient juste d'arriver. "I té sòti rivé" se traduit donc " Il venait juste d'arriver". Par ailleurs " I sòti sòti" signifie " Il vient juste de sortir". |
| té ka             | action progressive dans le passé                                  | pa té ka                  | Ou té ka pati. Tu partais. |
| té ké, (té'é)     | conditionnel                                                      | pa té ké                  | an té ké pati. Je serais parti. |
| té ké ka, té'é ka | action passée qui aurait été en train d'être réalisée, subjonctif | pa té ké ka               | nou té ké ka dansé. Nous serions en train de danser. |
| ja                | déjà                                                              | pókó, pó'ó /pas encore    | Ou pókó bè'y lajan la ou ou ja bè'y li? Tu ne lui as pas encore donné l'argent ou tu le lui as déjà donné?                                                                       |
| té ja             | avoir déjà                                                        | pó té kó/pas encore passé | An pó té kó fin palé, i té ja komansé babiyé. Je n'avais pas encore fini de parler qu'il commençait déjà à vitupérer.                                                            |

### Particularités grammaticales du créoles saintois
Elles demeurent dans la conjugaison de certains verbes comme donner (bè), aller (èy, alé), vouloir (vé, vlé, veu), pouvoir (peu), faire (fè) et devoir (dèt).
- Le verbe donner est rendu par bè contrairement aux autres créoles antillais où il est ba. Bè peut décliner parfois pour devenir ban devant mwen et nou, toutefois ce n'est pas systématique, par ailleurs à la deuxième personne du singulier il devient bó obligatoirement. Comme les autres créoles il ne supporte qu'une seule syntaxe : Sujet + Bè + Receveur + Objet donné. ex: bè/ban mwen glo = donne moi de l'eau. bè'y sa pou mwen = donne lui ceci pour moi. bè/ban nou foucan la = partons de là ! an ka bó'w li = je te le donne. Il sert à traduire aussi de préposition qui permet d'expliciter à qui s'adresse quelque chose, l'expression c'est pour tout comme pou. ex: Sé bó 'w mwen ka palé la = sé pou 'w mwen ka palé la = c'est pour toi que je parle ; Bè/pou ki moun sa yé ? = pour qui c'est ? ; bè/pou justen = c'est pour Justin.
- Le verbe aller est rendu par èy ou alé contrairement aux autres créoles où il est "ay". Quand il est employé sous la forme alé il n'a aucune particularité et se comporte comme les autres verbes. Par ailleurs, lorsqu'on emploie la forme èy il se contracte avec la particule ka. ex: an k'èy manjé = je vais manger ; an té k'èy bwè glo = j'allais boire de l'eau.
- Le verbe vouloir tient son particularisme de son vocabulaire (vé, vlé, veu) et de sa négation au présent simple. il s'agit comme les autres créoles d'un verbe sans particule pour exprimer le présent. Le créole saintois peut à la différence des créoles de Guadeloupe et Martinique inverser la négation. ex: An veu/vlé/vé pa = An pa veu/vlé/vé
- Les verbes devoir et pouvoir ne diffèrent qu'en vocabulaire, aux Saintes on dit dèt et peu tandis que les autres disent dwèt et pé.
- Le verbe faire n'éprouve pas de différences particulières avec les autres créoles hormis quand il sert à décrire "l'action de faire à quelqu'un quelque chose". Dans ce cas il va s'associer au pronom personnel qui le suit ce quelle que soit la particule (ou prédicat) employée (temps):

| fè+ pronom | Français            | API     | Exemple                                                              |
| ---------- | ------------------- | ------- | -------------------------------------------------------------------- |
| fan mwen   | faire à moi (me)    | [fɑ̃mwɛ̃] | An fan mwen mal, Je me suis fait mal.                                |
| fòw        | faire à toi (te)    | [fɔw]   | Yo té ka fòw palé, Ils te faisaient parler.                          |
| fèy        | faire à lui (lui)   | [fεj]   | An té ké fèy mangé, je l'aurais fait manger.                         |
| fan nou    | faire à nous (nous) | [fɑ̃nu]  | Békunn fan nou mal. Les barracudas nous ont fait mal (rendu malade). |
| fè zòt     | faire à vous (vous) | [fεzɔt] | I ké fè zòt un bitin, il vous fera quelque chose.                    |
| fè yo      | faire à eux (leur)  | [fεjo]  | Lusyen fè yo bwè, Lucien leur a fait boire.                          |

À noter : La disparition de la particule d'appartenance a pour les 2e et 3e personnes du pluriel.

### Civilités et leurs contractions
Le créole saintois connait 3 civilités: Musieu (Monsieur), Man (Madame), Manzè (Mademoiselle) qui connaissent aucune particularité sauf pour la deuxième :
Man connaitra une contraction si le nom propre qui le suit commence par une voyelle.
ex: Man Antwan (Madame Antoine) deviendra M'Antwan ; Man Eujèn (Madame Eugène) deviendra M'Eujèn. 
À noter qu'on appelle une dame par Man suivi du prénom de son mari, jamais par le nom de famille de l'époux.
Il en est de même pour les autres civilités qui s'emploient qu'avec le prénom et non le nom de famille.
Les Saintois à la différence des autres îles voisines ne disent pas ou voir très peu ti mal mais emploient pour les hommes : gason qui se contracte en ga'on en fin de phrase ; et ma fi'y pour la gent féminine, parfois associés au terme ti.
ex: Kow ka fan mwen la, ga'on? = Que me fais tu là, (garçon)? qui n'est pas systématique en français mais l'est en créole.
An di'w sa,  (ti) ma fi'y? = je te l'avais dit, (ma fille)?

### Quelques différences avec les autres créoles
- Maintenant = aktuèlman = a prézan la = an fwa = Konyen la qui se contracte aux Saintes en Kon'la.
- Ces ou ceux (article démonstratif) = seu ex: ces gars là = seu ti boug la ; c'est ceux-là =  sé seu la

## L'amplification et la surprise
Spécificité du créole saintois:
- L'amplification de l'action par la réitération de la. Cette figure n'existe que dans le créole saintois. ex : Ou pa ka vwè sa ou ka fè la la! = Tu ne te rends pas compte de ce que tu fais là! (amplification de temps et du verbe faire pour la réitération du la) ; gadé bèl bato la ki anndan rad la la = Regarde moi le beau bateau dans la baie !! (amplification pour attirer l'attention sur bateau dans la baie)
- la démonstration par degré d'amplification mi li ou men ou mi li men. Exemples :
  - 1er degré: -"ola i yé?" -"mi li" = -"où est-il?" -"le voici!" ;
  - 2e degré: -"Ola i yé?" -"men" =  -"où est-il?" -"ici là!" ;
  - 3e degré: -"Ola i yé?" -"mi li men!" = -"où est-il?" -"Le voici là!".
- Le superlatif de la beauté se forme avec le mot bèl . ex: Mi bo tan! = Quel beau temps! en employant bel ici traduira  superbe. ex: Mi un bèl bo tan! = Quel superbe temps!
- La surprise par yen'g! [jɛ̃ ŋ] ou ken! [kɛ̃] tenir longuement le dernier phonème. Ces deux termes traduisent l'étonnement, la surprise ou la stupéfaction. Exemples :
  - Yen'g! Ou manké tonbé (ou foukan atè). = Tiens! tu as failli tomber.
  - Ken! An pa min'm vwè sa = Tiens donc! je n'ai même pas vu ça.

## L'interjection
Si en Guadeloupe ou en Martinique c'est "Chè", aux îles des Saintes on dira "nèg". Il s'agit d'une interjection utilisée de manière impersonnelle. Elle est utilisée fréquemment en début ou fin de phrase, à l'instar de "putain" ou "putain con" dans le sud de la France. On dit souvent que c'est la ponctuation de la phrase.
Ex :
- "Nèg"! An pa menm vwè sa! = "Putain con"! Je n'ai même pas vu ça!
- Pouhh !! (expression d'agacement) Ou pa las tótóy mwen la, "nèg"! = Tu n'es pas fatigué de m'embêter, "con"!

## Vocabulaire typique du créole saintois
La plupart des mots du patois saintois sont francisés  konfitu (confiture), vwatu (voiture). Certains mots français comme cheval qui devient chuval en saintois ou genou qui devient junou. Pour cette exception deux variantes sont connues dans les autres créoles antillais soit on continuera à utiliser le /i/ ou on emploiera le phonème /u/. ce qui donnera chival ou chouval (cheval), jinou ou jounou (genou),.
Pour le mot (soif) on utilisera la prononciation française d'origine, swaf. En Guadeloupe on dira swèf certains individus peuvent employer toutefois cette version par influence du créole guadeloupéen.
La préposition dans se dit : dan ou an'ndan qui veut dire en-dedans, à l'intérieur. Noter que la prononciation "an'dan" est encore courante dans l'Ouest de la France métropolitaine.
Les formules Comment vas-tu ? = kó'w fè? = Ki jan o'w? 
ki jan è'y? = Comment il va?
-Quelques mots de vocabulaire typique du créole saintois transcrits en écriture G.E.R.E.C : 
- marengwen (maringouin)
- jakdélój (maison, foyer)
- glo (de l'eau)[10]
- kulót (pantalon, slip, culotte)
- déswa (vaissellier)
- récho (four)
- pétrolèt (lampe à pétrole)
- kannari (marmitte)
- kólgat (pâte dentifrice) (*les antonomases sont courantes en langue créole) [11]
- komodé (rappiécer)
- kabwa ou kochoni (camelotte)
- zingé (pincher)
- glas (miroir)
- kristal (bille)
- zègèlèt (fébrile)
- reskiyeu (opportuniste, voyou)
- madrageu (beau parleur)
- suri (gâter)
- kabann (haillon)
- surin (attente, rosée matinale)
- kannisu (moisissure)
- gaya (caisson étanche d'un bateau)
- gólèt (spatule de bois pour enrouler le fil de pêche)
- zóbóy [zɔbɔy] (bobo)
- oti (interpeller, rendre visite à quelqu'un) ex: An oti man Viktó = J'ai arrêté Mme Victor (pour lui parler)
- bót [bɔt] (barque) dérivé de l'anglais boat
- sentwaz (saintoise, bateau saintois)
- démantibulé (démembrer)
- wóg [wɔg] (œuf de poisson)
- zen (hameçon)
- kren (ligne)
- lak (appât)
- krók [krɔk] (crochet)[12]
- Króy[krɔy] (anneaux à poissons)
- flèguèdè (maigre)
- koklèch (de travers, bigleux) ex: i ni zyeu kóklèch = il est bigleux
- suèt (poisson chirurgien)
- Kagou (malade, à l'agonie) ex: zwazo la ka fè kagou = l'oiseau est à l'agonie
- fouèn (flèche de pêche)
- kako dou (chocolat au lait)
- penturé (peindre)
- tenbrazri (sottise, idioties)
- men (voici)
- chopin (un petit verre de rhum)
- lèt kondansé (lait concentré)
- bóbóyót (sorte de confiserie au coco)
- pun (Aucun) etc.

-expressions : 
- ótónè [ɔtɔnè] (oh! Ciel!; doux Jésus)
- la cho (oh! mon dieu)
- yen'g [jɛ̃ ŋ] ou ken (aïe! du sens de la surprise, étonnement)
- tótóy[tɔtɔy] (enquiquiner)
- pwan'n la bódé (nom) (fêter de manière bien arrosée)
- bódé [bɔdé] (verbe transitif) (dresser, avoir dans le sens attraper quelqu'un)
- plen'n [plɛ̃ n] (être enceinte pour une femme ou un animal)
- un ti tac ou un ti gnak[ɲak] (un petit peu)
- pilé (faire l'amour pour humain et animaux)
- pó'ów ou pókó (pas encore)
- un grèn góch (un maladoit)
- tafiateu (alcoolique)
- pwan'n un dématen (se casser la figure), etc.
- ti gason! (pti gars)
- ma fiy! (ma fille)
- èy kalé'w alé! (va te gratter!! te faire voir!)
- un pil (beaucoup, une fessée)
- penga (fais gaffe à)
- gadsou ow (prends garde à toi)
- Men ow ni kaka (litt: tes mains ont de la merde) = T'es très maladroit
- Men ow ni twou (litt: tes mains sont trouées) = Tu es dépensier

-insultes :
- bwèt a kal ou kalazaza (pute)
- bonbon galèt (sexe féminin)
- makanda (homme à histoire)
- kouni a marèn ó'w ou manman'w (peut signifier en fonction de l'intonation « va te faire voir » ou « t'es gonflé » ou « ta race »), etc. En Guadeloupe seule la dernière existe et ne se traduit que par (« ta race ! », « ta génération ! »). Cette insulte est très mal perçue par les Guadeloupéens et n'a jamais le ton dérisoire et banal qu'elle peut avoir aux Saintes.

## Nombres

### 0-9
| Nombre | Créole |
| ------ | ------ |
| 0      | zéwo   |
| 1      | yunn   |
| 2      | deu    |
| 3      | twa    |
| 4      | kat    |
| 5      | senk   |
| 6      | sis    |
| 7      | sèt    |
| 8      | uit    |
| 9      | neuf   |

### 10-19
| Nombres | Créole  |
| ------- | ------- |
| 10      | dis     |
| 11      | onz     |
| 12      | douz    |
| 13      | trèz    |
| 14      | katòwz  |
| 15      | kenz    |
| 16      | sèz     |
| 17      | disèt   |
| 18      | dizuit  |
| 19      | dizneuf |

### 20-29
| Nombres | Créole   |
| ------- | -------- |
| 20      | ven      |
| 21      | ventéyun |
| 22      | venndeu  |
| 23      | venntwa  |
| 24      | vennkat  |
| 25      | vennsenk |
| 26      | vennsis  |
| 27      | vennsèt  |
| 28      | ventuit  |
| 29      | ventneuf |

### 30-39
| Nombre | Créole       |
| ------ | ------------ |
| 30     | twant        |
| 31     | twann-é-yunn |
| 32     | twann-deu    |
| 33     | twann-twa    |
| 34     | twann-kat    |
| 35     | twann-senk   |
| 36     | twann-sis    |
| 37     | twann-sèt    |
| 38     | twant-uit    |
| 39     | twann-neuf   |

### 40-49
| Nombre | Créole        |
| ------ | ------------- |
| 40     | kawant        |
| 41     | kawant-é-yunn |
| 42     | kawant-deu    |
| 43     | kawant-twa    |
| 44     | kawant-kat    |
| 45     | kawant-senk   |
| 46     | kawant-sis    |
| 47     | kawant-sèt    |
| 48     | kawant-uit    |
| 49     | kawant-neuf   |

### 50-59
| Nombre | Créole         |
| ------ | -------------- |
| 50     | senkant        |
| 51     | senkant-é-yunn |
| 52     | senkant-deu    |
| 53     | senkant-twa    |
| 54     | senkant-kat    |
| 55     | senkant-senk   |
| 56     | senkant-sis    |
| 57     | senkant-sèt    |
| 58     | senkant-uit    |
| 59     | senkant-neuf   |

### 60-69
| Nombre | Créole         |
| ------ | -------------- |
| 60     | swasant        |
| 61     | swasant-é-yunn |
| 62     | swasant-deu    |
| 63     | swasant-twa    |
| 64     | swasant-kat    |
| 65     | swasant-senk   |
| 66     | swasant-sis    |
| 67     | swasant-sèt    |
| 68     | swasant-uit    |
| 69     | swasant-neuf   |

### 70-79
| Nombre | Créole          |
| ------ | --------------- |
| 70     | swasant-dis     |
| 71     | swasant-é-yonz  |
| 72     | swasant-douz    |
| 73     | swasant-trèz    |
| 74     | swasant-katòwz  |
| 75     | swasant-kenz    |
| 76     | swasant-sèz     |
| 77     | swasant-disèt   |
| 78     | swasant-dizuit  |
| 79     | swasant-dizneuf |

### 80-89
| Nombre | Créole        |
| ------ | ------------- |
| 80     | katruven      |
| 81     | katruven-yunn |
| 82     | katruven-deu  |
| 83     | katruven-twa  |
| 84     | katruven-kat  |
| 85     | katruven-senk |
| 86     | katruven-sis  |
| 87     | katruven-sèt  |
| 88     | katruven-uit  |
| 89     | katruven-neuf |

### 90-99
| Nombre | Créole           |
| ------ | ---------------- |
| 90     | katruven-dis     |
| 91     | katruven-yonz    |
| 92     | katruven-douz    |
| 93     | katruven-trèz    |
| 94     | katruven-katòwz  |
| 95     | katruven-kenz    |
| 96     | katruven-sèz     |
| 97     | katruven-disèt   |
| 98     | katruven-dizuit  |
| 99     | katruven-dizneuf |

### Autres nombres
| Nombre        | Créole   |
| ------------- | -------- |
| 100           | san      |
| 1000          | mil      |
| 10 000        | dimil    |
| 1 000 000     | unmilyon |
| 1 000 000 000 | unmilya  |

## Culture de la langue saintoise
Le créole saintois et l'histoire de l'archipel ont intégré des changements d'appellation typique française.Ex: L'emblème de la république en créole saintois est folkloriquement rebaptisé : « Marianne » devient Rèn Chawlót = reine Charlotte stigmate de l'histoire de la colonisation britannique. Ironique, la touche monarchique pour un symbole républicain.
L'appellation Zenga. Mystère de l'archipel saintois, les habitants des deux îles Terre-de-Haut et Terre-de-Bas s'appellent ainsi mutuellement sans aucune portée péjorative, mais plutôt taquine. Par ailleurs nul n'est capable de savoir la signification ni la raison de l'usage de ce surnom qui demeure une énigme du folklore saintois.

## Variante de Terre-de-Bas
La variante parlé à Terre-de-Bas est la même, seule l'accent change, et certaines expressions typiques ex: yakas! (expression qui se dit quand la houle frappe fortement le rivage)ou Ay manman! = oh ciel! (expression qui traduit l'effroi, l'étonnement ou la stupéfaction) Moun ka fè tilili! = il y a une affluence de monde!.
Pour dire à côter de, auprès de ou chez on dira à Terre-de-Bas o rat tandis qu'à Terre-de-Haut ils emploieront koté. ex: An kèy o rat (koté)  Mémé = je vais chez Mémé. 
Terre-de-Bas contracte également certaines formulations. ex: Ola i yé (où est-il?) à Terre-de-Haut est abrégé en o'l'i' à Terre-de-Bas.
| Version Terre-de-Haut | Version Terre-de-Bas | Traduction         |
| --------------------- | -------------------- | ------------------ |
| Ola mwen yé           | O' mwen              | Où suis-je?        |
| Ola ou yé             | O'w                  | Où es-tu?          |
| Ola i yé              | O'li                 | Où est-il/elle?    |
| Ola nou yé            | O'nou                | Où sommes nous?    |
| Ola zót yé            | O'zó                 | Où êtes-vous?      |
| Ola yo yé             | O'yo                 | Où sont-ils/elles? |

À noter : Le pronom Zót devient zó

### G.E.R.E.C
Le G.E.R.E.C (Groupe d'Études et de Recherches en Espace Créolophone) fondé en 1975 par le Pr Jean Bernabé, regroupe des chercheurs travaillant sur la langue, la culture et les populations créoles (Martinique, Guadeloupe, Guyane…), avec un regard spécifique sur les créoles à base lexicale française et sur l'aire francophone. Le G.E.R.E.C produit des travaux concernant l'écriture du créole, notamment une famille de normes concernant sa graphie, qui fait référence depuis 1976.